# Fator Rho

## Conceito
O fator Rho é uma proteína que auxilia no evento de terminação do processo de transcrição de procariotos.
Em análises obtidas de estudos em E. coli observou-se que existem, pelo menos, dois tipos de sinais de terminação em bactérias: um dependente de um fator proteico chamado ρ (rho) e a outra é independente dessa proteína . Ocorre que, cerca da metade dos sítios de terminação de E. coli não apresenta similaridade evidente e é incapaz de formar grampos fortes (característica relacionada a classe independente de ρ), o que torna necessária a participação de uma proteína conhecida como fator Rho para terminar a transcrição. 
O fator Rho (ρ) foi descoberto a partir de análises de transcritos in vivo, notavelmente mais curtos que os transcritos in vitro correspondentes. Essa proteína é uma helicase hexamérica pertencente a família RecA  com subunidades idênticas de 419 resíduos, que aumenta a eficiência de terminação dos transcritos terminados de forma espontânea e  induz a terminação de transcritos não espontaneamente terminados. 

## Terminação independente e dependente de fator Rho (ρ)
A maioria dos terminadores independentes de ρ tem duas características distintivas. A primeira é a presença de uma região formada por um transcrito de RNA com sequências autocomplementares e, consequente formação de uma estrutura em grampo com 15 a 20 nucleotídeos no centro antes da extremidade projetada da fita de RNA. A segunda característica é um filamento extremamente  conservado de três resíduos A na fita-molde. Essa porção da fita-molde é transcrita em resíduos U próximo da extremidade 39 do grampo de terminação. Quando uma polimerase chega a um sítio de terminação com essa estrutura, ela pausa. A formação da estrutura em grampo no RNA interrompe vários pares de bases A=U no segmento híbrido de RNA-DNA e pode interromper associações de importância  entre o RNA e a RNA-polimerase e facilitar a dissociação do transcrito.
Os terminadores dependentes de ρ não têm a sequência de resíduos repetidos de A na fita-molde, como visto anteriormente quanto aos fatores independentes de fator protéico ρ. Os sítios de terminação dessa classe de terminadores consistem em 80 a 100 nucleotídeos que não possuem uma estrutura secundária estável . Em geral, essas regiões são  ricas em C e pobres em G, incluindo uma sequência rica em CA chamada de elemento rut (do inglês rho utilization, “emprego de rho”). 

## Modelo de terminação Rho dependente (ação do fator ρ)
No modelo de terminação Rho dependente, ocorre que o fator ρ distorce as duplas hélices de RNA-DNA e RNA-RNA, translocando-se ao longo da fita simples de RNA na direção 5'→ 3’ . A proteína se liga ao RNA em sítios de ligação específicos e se direciona até o complexo de transcrição. O complexo, então, é pausado no sítio de terminação, onde  a proteina ρ contribui para liberar o transcrito de RNA. Nesse ponto, a proteína ρ empurra a RNA-Polimerase (RNAP) para frente e a hélice de DNA fita dupla, parcialmente, se refaz  na bolha de transcrição enquanto distorce a hélice híbrida de RNA-DNA (translocação para a frente, liberando assim o RNA). 
Os transcritos terminados por Rho possuem extremidades 3' que podem variar sobre uma extensão de ~50 nucleotídeos. Isso sugere que Rho ergue o RNA para longe do DNA-molde em vez de "apertar um botão de liberação de RNA”.
A Rho tem uma atividade de helicase de RNA-DNA dependente de ATP que promove a translocação da proteína ao longo do RNA. O mecanismo detalhado pelo qual a proteína promove a liberação do transcrito de RNA não é conhecido.